# 89735 Tommei
89735 Tommei este un asteroid din centura principală de asteroizi.

## Descriere
89735 Tommei este un asteroid din centura principală de asteroizi. A fost descoperit pe 4 ianuarie 2002 la San Marcello Pistoiese de Andrea Boattini și Luciano Tesi. Asteroidul prezintă o orbită caracterizată de o semiaxă mare de 3,07 ua, o excentricitate de 0,12 și o înclinație de 6,6° în raport cu ecliptica.